# Cicimek
Cicimek (Ziziphus, alternativně Zizyphus) je rod rostlin z čeledi řešetlákovité. Zahrnuje asi 79 druhů a je rozšířen zejména v tropické a subtropické Asii a Americe. V jižní Evropě je domácí jediný druh, cicimek dvojtrnný. Cicimky jsou stromy nebo keře s jednoduchými střídavými listy s charakteristickou žilnatinou. Květy mají nenápadné. Dužnaté plody některých druhů jsou využívány jako ovoce. Ve Středomoří se pěstuje cicimek čínský, v teplejších zemích cicimek mauricijský. Ovoce je známé pod názvem jujuba. Na některých cicimcích je pěstován červec lakový poskytující kvalitní šelak k výrobě laků, jiné druhy mají význam v medicíně nebo jsou těženy pro dřevo.
Část vesměs amerických druhů byla v roce 2016 oddělena z rodu Ziziphus do rodů Sarcomphalus a Condalia.

## Popis
Cicimky jsou opadavé nebo stálezelené keře až středně vysoké stromy. Některé druhy jsou popínavé. Rostliny jsou často trnité nebo ostnité. Listy jsou střídavé, jednoduché, řapíkaté. Žilnatina je nejčastěji od báze trojžilná (triplinervní) či pětižilná, pouze výjimečně zpeřená. Palisty jsou obvykle přeměněny v 1 nebo 2 rovné či zahnuté ostny. Květy jsou drobné, oboupohlavné, žlutozelené, zelenavé nebo krémové, uspořádané v chudých vrcholových nebo úžlabních thyrsech či vrcholících připomínajících chocholík. Kalich a koruna jsou pětičetné nebo čtyřčetné. Kališní lístky jsou ve spodní části srostlé v mělkou miskovitou až polokulovitou kališní trubku, kališní cípy jsou trojúhelníkovité, na vnější straně zřetelně kýlnaté. Korunní lístky jsou opakvejčité až lžicovité, na bázi nehetnaté, zřídka koruna chybí. V květu je dužnatý, laločnatý květní terč. Tyčinek je 5 nebo 4 a jsou kratší nebo delší než koruna. Semeník se zakládá jako spodní nebo polospodní, za plodu je však svrchní. Je kulovitý a obsahuje nejčastěji 2 nebo 3 komůrky. Čnělky jsou volné nebo částečně srostlé. Plodem je kulovitá nebo podlouhlá peckovice s jedinou peckou, na bázi s vytrvalým kalichem. Dužnina (mesokarp) je dužnatá až měkce korkovitá, pecka je tenká až dřevnatá a obsahuje nejčastěji 2 až 3 jednosemenné komůrky. Semena jsou elipsoidní, zploštělá, hladká.

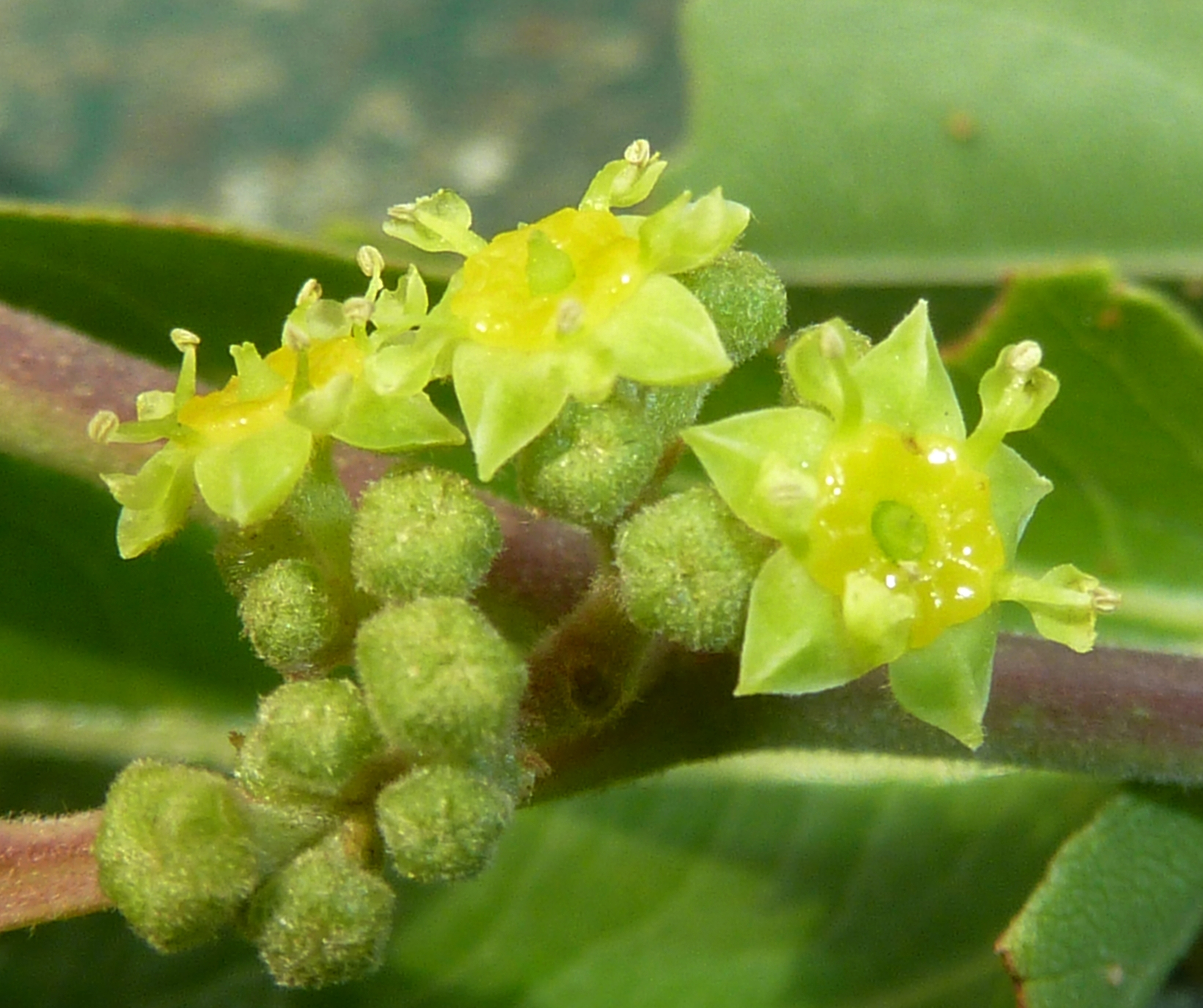
Detail květů Ziziphus mucronata
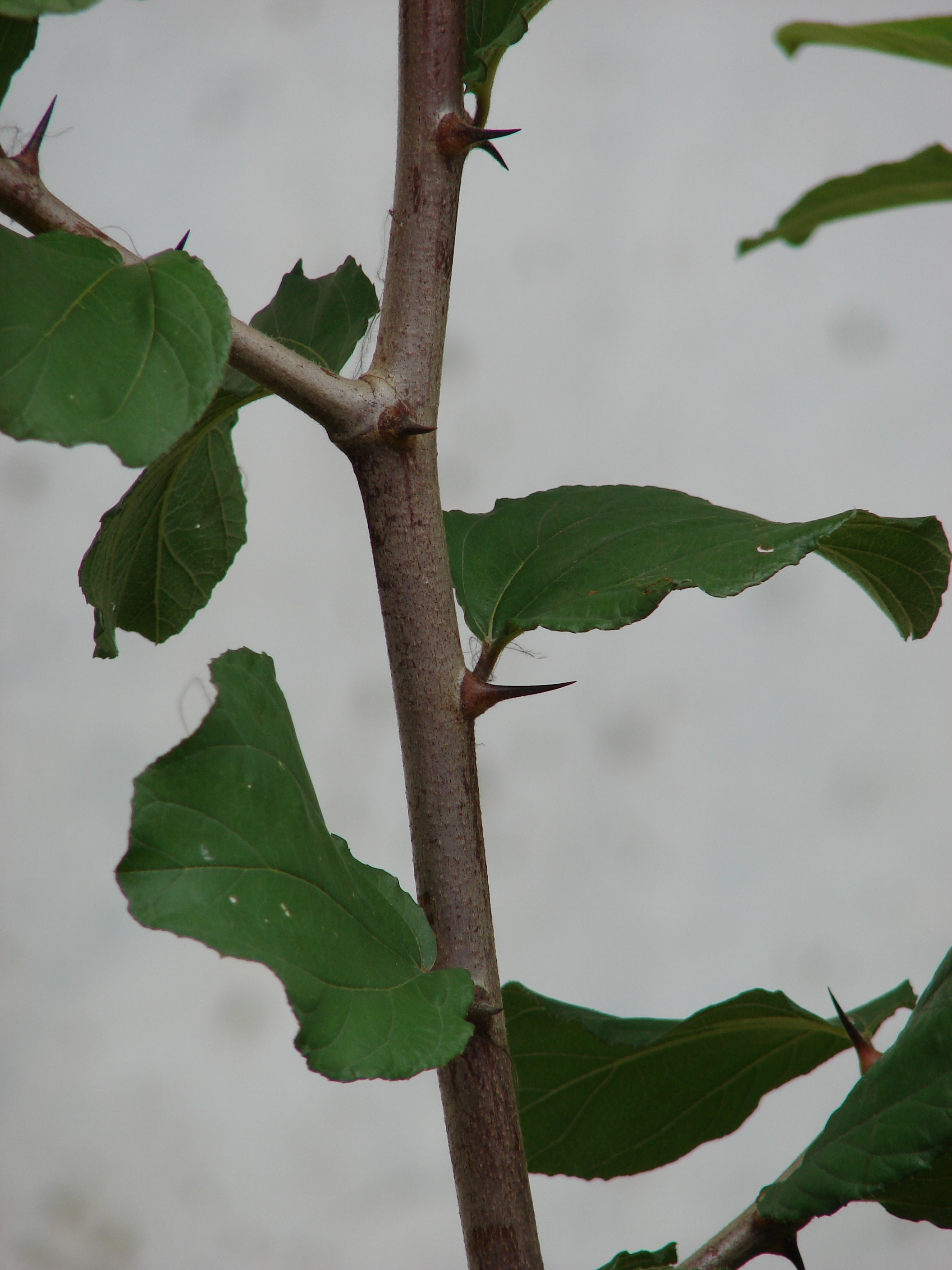
Detail ostnů cicimku mauricijského
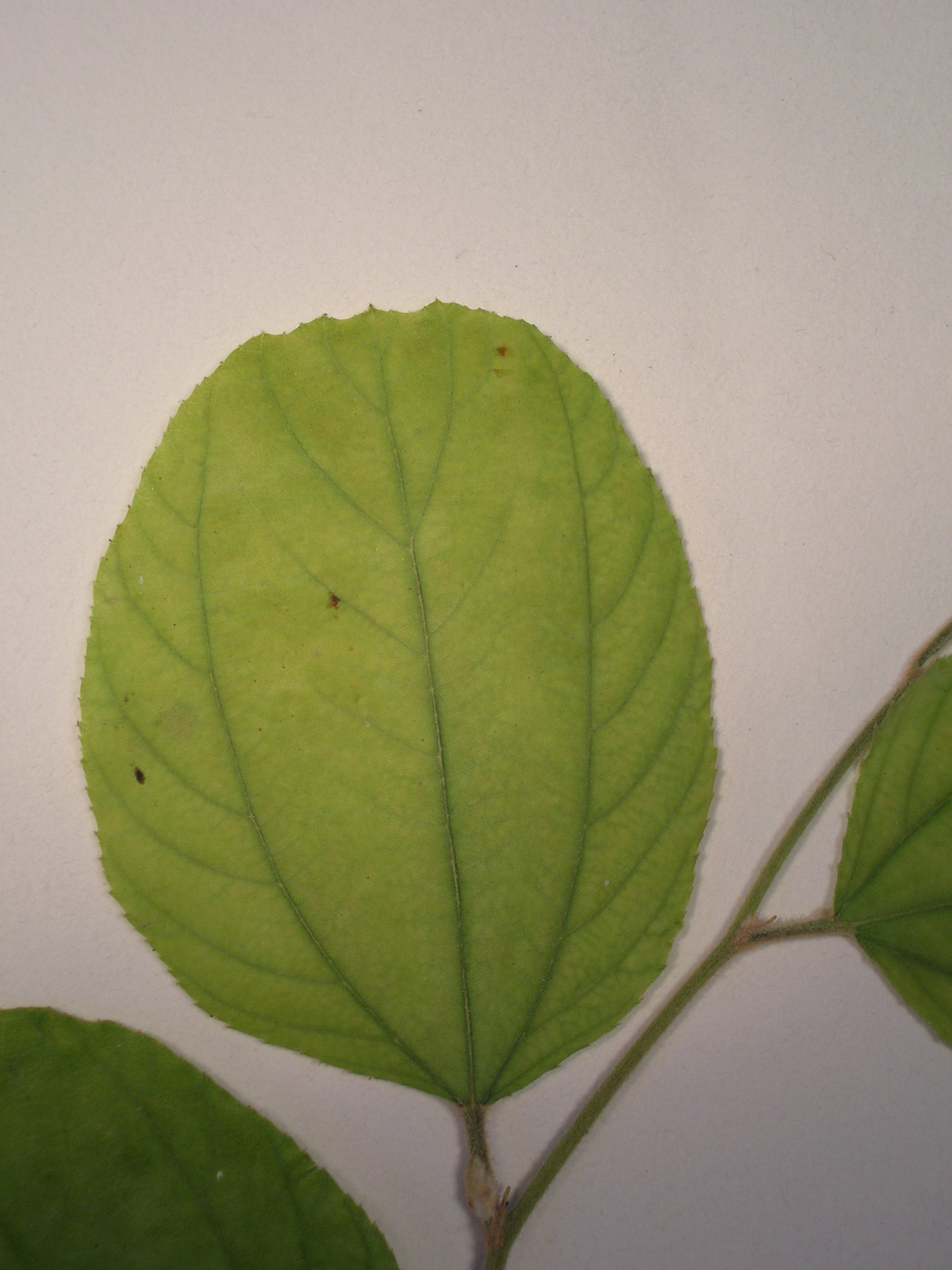
List cicimku mauricijského s triplinervní žilnatinou

## Rozšíření
Rod cicimek zahrnuje (v současném taxonomickém pojetí) asi 79 druhů. Je rozšířen v Americe a tropické a subtropické Asii. Několik druhů se vyskytuje též v Africe. V Evropě je domácí jediný druh, cicimek dvojtrnný (Ziziphus lotus), který je rozšířen ve Středomoří. Mimo to je v teplých oblastech Evropy pěstován jako ovocná dřevina cicimek čínský (Z. jujuba).
V Americe zahrnuje areál rozšíření rodu Mexiko, Kolumbii, Venezuelu, Brazílii a Paraguay. Tři druhy vyskytující se v USA a řada druhů z tropické Ameriky byly přeřazeny do jiných rodů.
Jihoamerické druhy jsou zpravidla trnité dřeviny rostoucí v suchých lesích, druh Ziziphus cinnamomum (syn. Sarcomphalus cinnamomum) je však vysoký strom dosahující korunního patra deštného lesa.
Z Austrálie je udáván druh Z. quadrilocularis.

## Taxonomie
V roce 2016 bylo na základě výsledků molekulárních studií přeřazeno celkem 32 amerických druhů do samostatného rodu Sarcomphalus a 2 druhy do nového rodu Pseudoziziphus. Tento nový rod však nebyl všeobecně akceptován a oba druhy byly vřazeny do sesterského rodu Condalia.

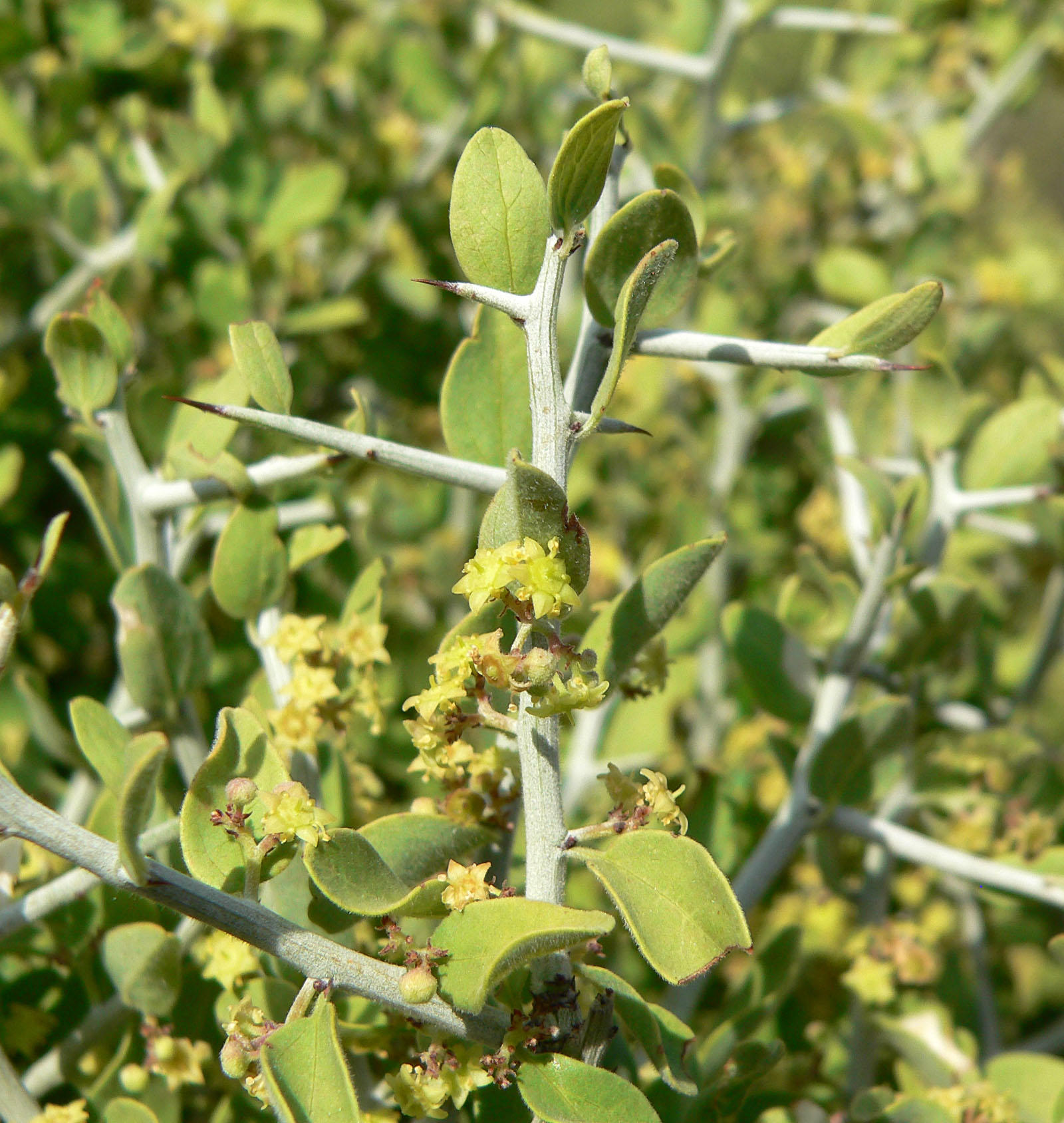
Trnitý druh Sarcomphalus obtusifolius (syn. Ziziphus obtusifolia)
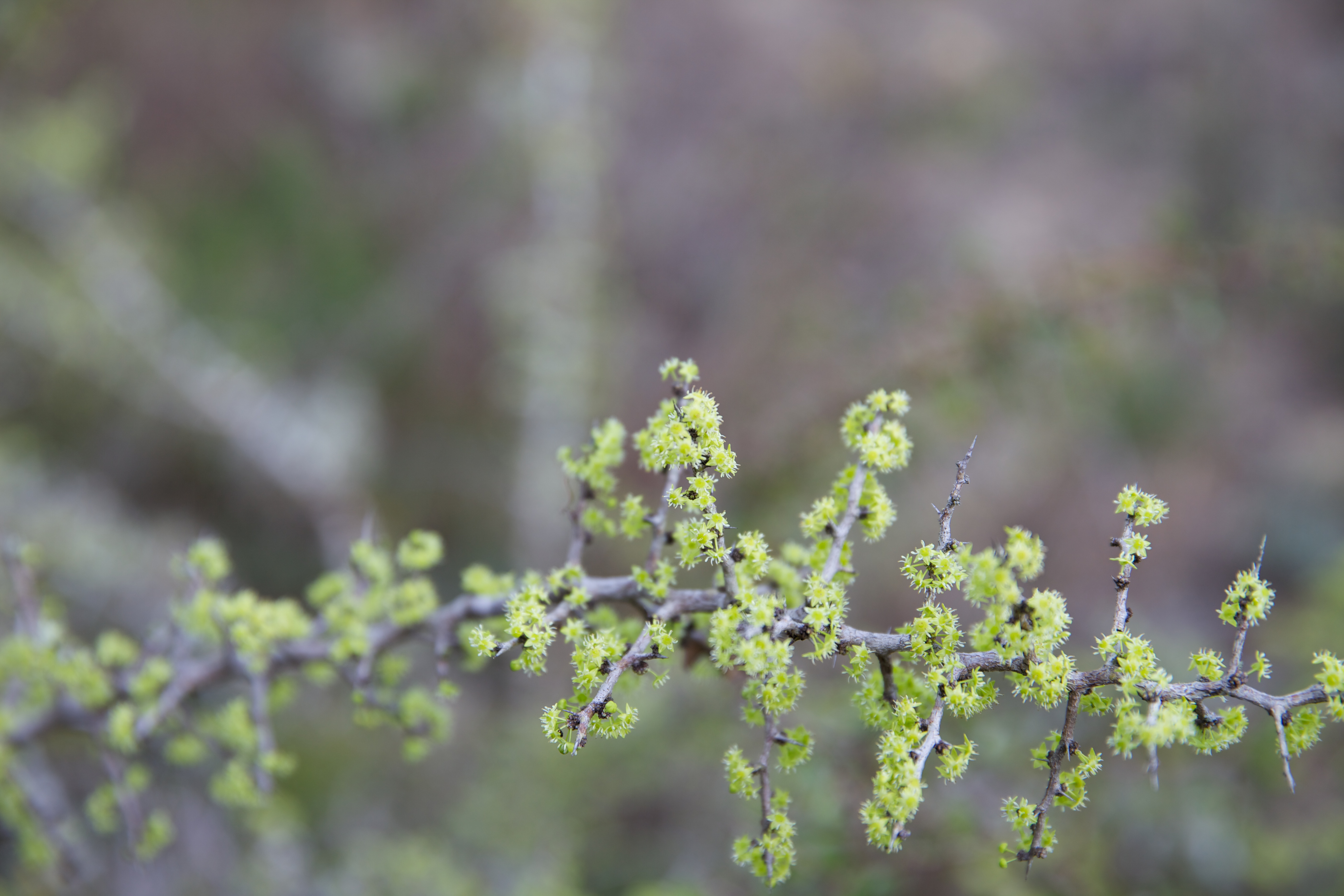
Kvetoucí větévky Condalia celata (syn. Ziziphus celata)

Druh Ziziphus mauritiana byl popsán Lamarckem v roce 1789 jako Ziziphus jujuba Lam. Stalo se tak 21 let poté, co Philip Miller popsal pod stejným názvem jiný druh. Lamarck později svou chybu napravil a pro svůj druh Z. jujuba publikoval nové jméno Z. mauritiana. Ziziphus jujuba Mill. tedy není to samé co Z. jujuba Lam. a platné názvy Z. mauritiana a Z. jujuba nejsou synonyma.
Z této skutečnosti plyne i zmatek v českých názvech, např. názvem cicimek datlový je označován jak druh Z. jujuba tak i Z. mauritiana.

## Obsahové látky
Cicimky obsahují celou řadu různých alkaloidů, dále saponiny, glykosidy, flavonoidy, triterpenoidy, třísloviny aj.

## Zástupci
- cicimek čínský (Ziziphus jujuba)
- cicimek mauricijský (Ziziphus mauritiana)
- cicimek dvojtrnný (Ziziphus lotus)

## Význam
Cicimek mauricijský (Ziziphus mauritiana) je stará kulturní dřevina, poskytující ovoce známé jako jujuba. Je hojně pěstována v tropických i subtropických oblastech Asie, Afriky i Ameriky. Pochází z Indie nebo Blízkého východu. V subtropech a teplých oblastech mírného pásu včetně Středomoří je pěstován cicimek čínský, pocházející z Číny. Jeho plody jsou známy jako čínské nebo červené datle. Pěstuje se i v Americe a Austrálii. Jedlé jsou i plody středomořského cicimku dvojtrnného, mají však fádní chuť. Z dalších asijských druhů má jedlé plody také Z. nummularia. Jihoamerické druhy s jedlými plody (např. Z. mistol, Z. angolito, Z. joazeiro) byly přeřazeny do rodu Sarcomphalus. Z plodů Z. mistol se v Andách připravuje alkoholický nápoj.
Dřevo cicimku mauricijského je poměrně tvrdé a je využíváno v truhlářství. Dřevo druhu Ziziphus chloroxylon (syn. Sarcomphalus chloroxylon) je těženo na Jamajce a obchodováno pod názvem Jamaica cogwood. Je tvrdé a trvanlivé pod vodou.
Některé druhy cicimku (např. Z. mauritiana, Z. rugosa) jsou hostitelské rostliny červce lakového, který je zdrojem šelaku. Cicimek čínský je v některých oblastech Číny důležitá medonosná rostlina.
Listy, plody nebo kůra některých druhů jsou využívány v medicíně. Mají vzhledem k pestré paletě obsahových látek poměrně širokou škálu různých účinků.
V čínské medicíně se používají zejména druhy Ziziphus jujuba a Z. spinosa, v indické medicíně Ziziphus mauritiana, Z. jujuba, Z. nummularia, Z. oenoplia, Z. rugosa, Z. trinervia a Z. xylopyra.
Jihoamerický druh Ziziphus joazeiro (syn. Sarcomphalus joazeiro) má fungicidní účinky a slouží k léčbě kandidózy a jiných plísňových onemocnění.

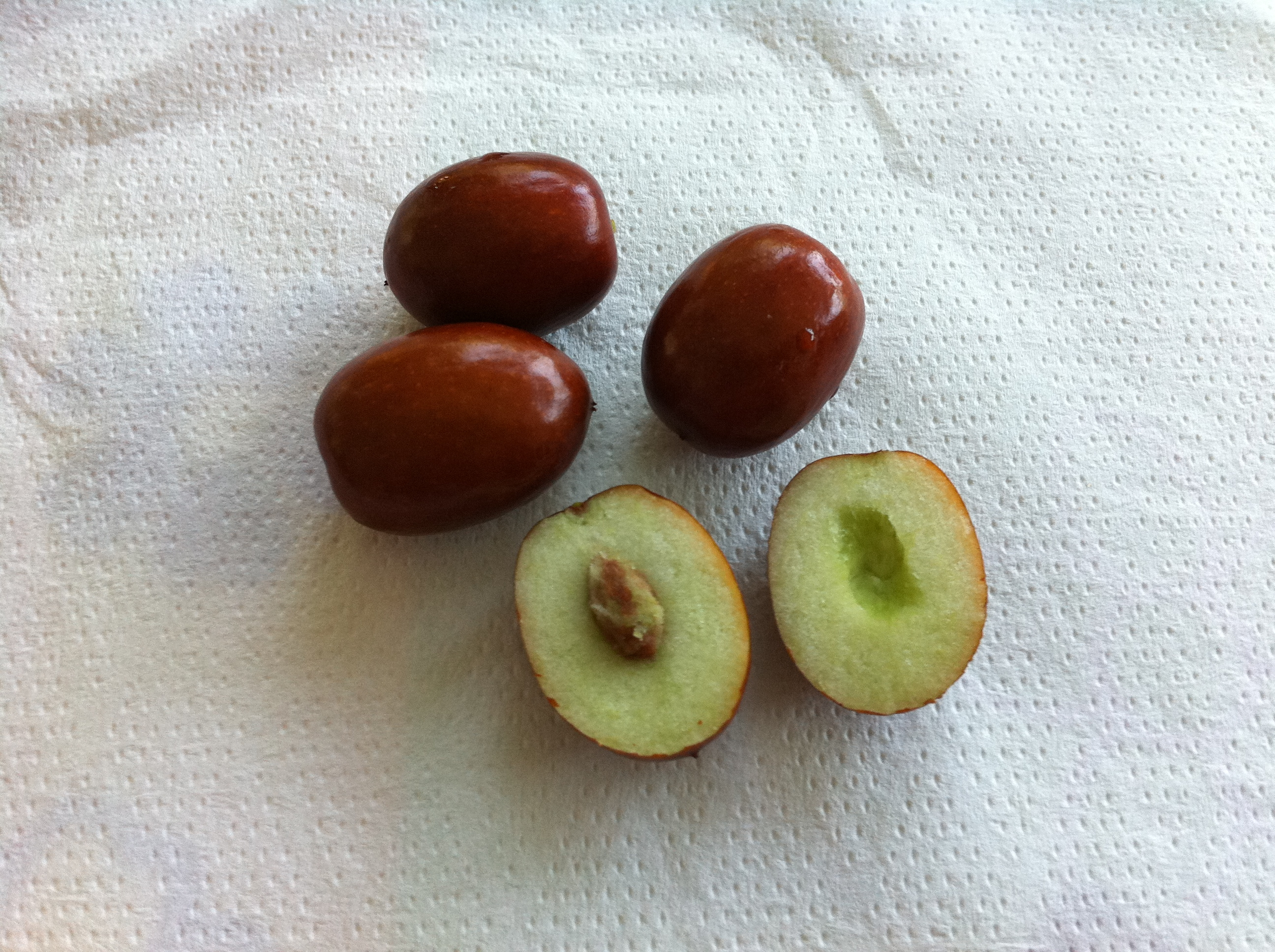
Plody cicimku čínského
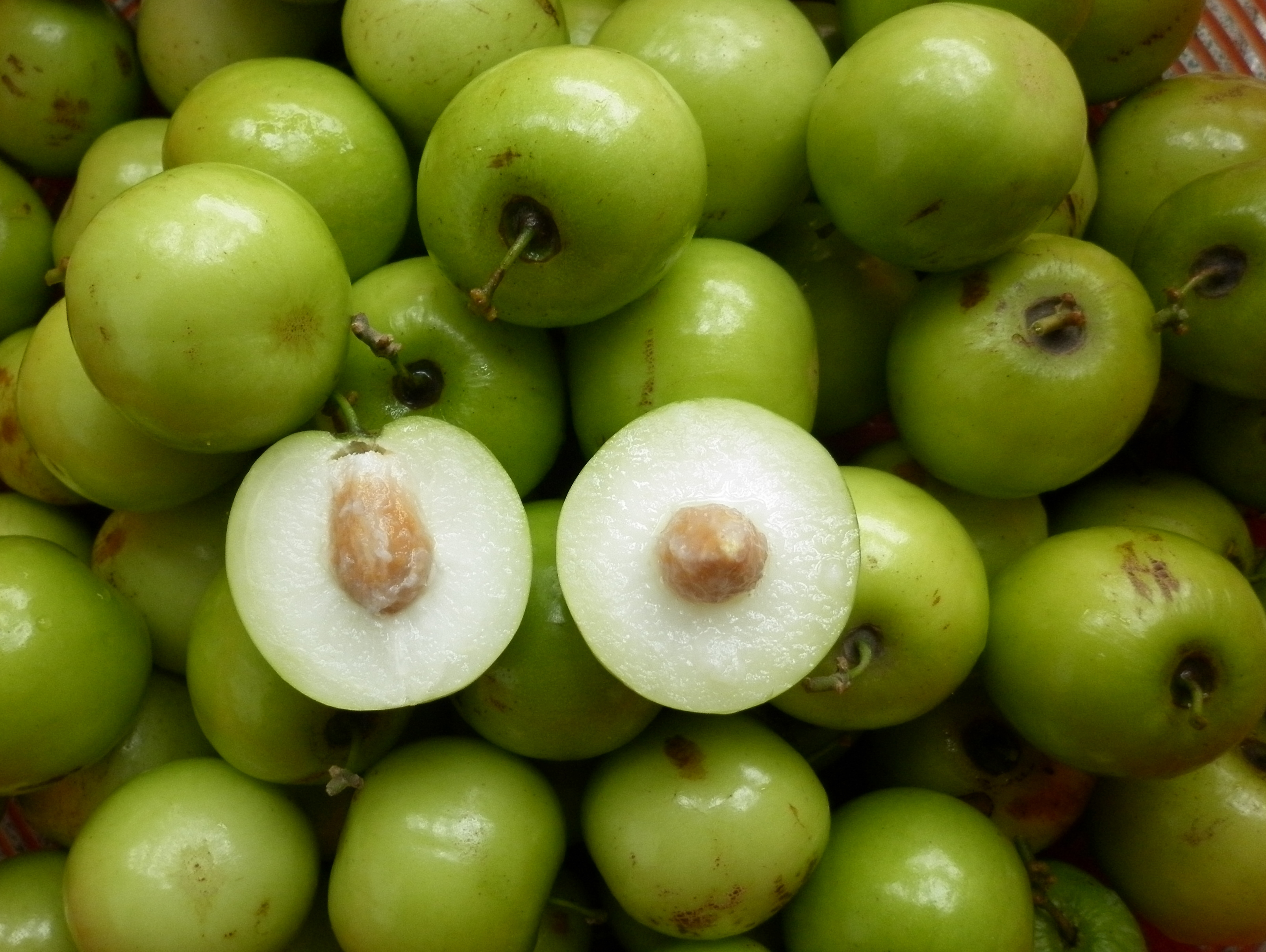
Plody cicimku mauricijského
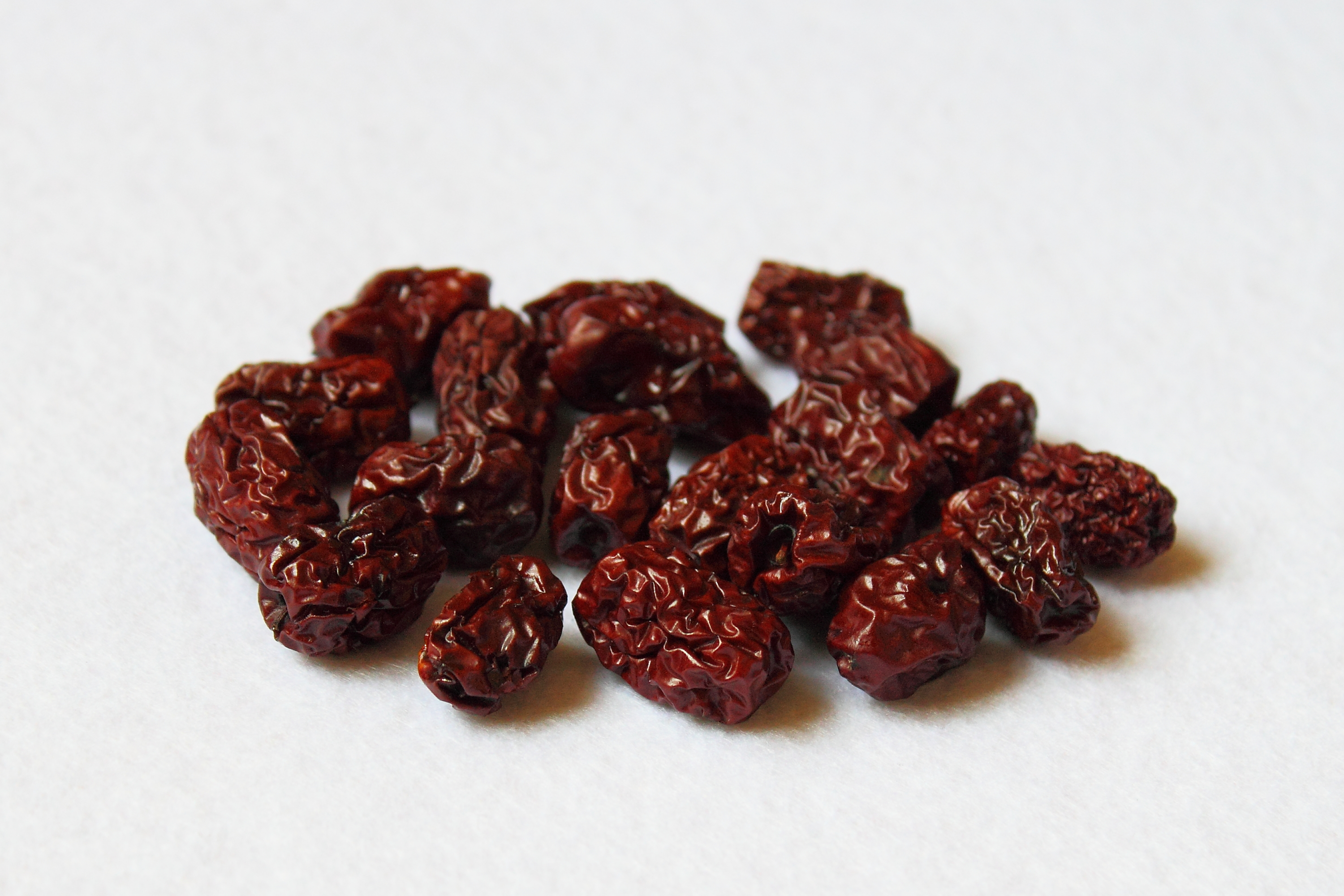
Sušené plody cicimku čínského, tzv. čínské datle